# Europees kampioenschap voetbal mannen onder 17 - 2005 (kwalificatie)
Het kwalificatietoernooi voor het Europees kampioenschap voetbal onder 17 voor mannen was een toernooi dat duurde van 19 september 2004 tot en met 2 april 2005. Dit toernooi zou bepalen welke 7 landen zich kwalificeerden voor het Europees kampioenschap voetbal mannen onder 17 van 2005.
Alle landen van de UEFA mochten meedoen aan dit toernooi. Het toernooi werd verdeeld over twee rondes. De eerste ronde werd de kwalificatieronde genoemd. Spanje, Engeland en Hongarije hoefden hier niet aan mee te doen. De tweede ronde heet de eliteronde. Italië was als gastland automatisch gekwalificeerd.

## Gekwalificeerde landen
| Land        | Gekwalificeerd als          | Beste prestatie   |
| ----------- | --------------------------- | ----------------- |
| Italië      | Gastland                    | Groepsfase (2003) |
| Zwitserland | Eliteronde: Winnaar groep 1 | Kampioen (2002)   |
| Engeland    | Eliteronde: Winnaar groep 2 | Derde (2002)      |
| Kroatië     | Eliteronde: Winnaar groep 3 | Derde (2001)      |
| Wit-Rusland | Eliteronde: Winnaar groep 4 | Debuut            |
| Israël      | Eliteronde: Winnaar groep 5 | Groepsfase (2003) |
| Turkije     | Eliteronde: Winnaar groep 6 | Groepsfase (2004) |
| Nederland   | Eliteronde: Winnaar groep 7 | Groepsfase (2002) |

## Kwalificatieronde

### Groep 1
De wedstrijden werden gespeeld tussen 25 september en 29 september 2004 in Roemenië.
| Pos | Team      | Wed | W | G | V | Ptn | DV | DT | +/− | Kwalificatie                  |  | BUL | ROU | POL | EST |
| --- | --------- | --- | - | - | - | --- | -- | -- | --- | ----------------------------- |  | --- | --- | --- | --- |
| 1   | Bulgarije | 3   | 2 | 0 | 1 | 6   | 8  | 3  | +5  | Geplaatst voor de eliteronde. |  | —   | 2–1 | 1–2 | 5–0 |
| 2   | Roemenië  | 3   | 2 | 0 | 1 | 6   | 5  | 4  | +1  | Geplaatst voor de eliteronde. |  | —   | —   | 1–0 | 3–2 |
| 3   | Polen     | 3   | 2 | 0 | 1 | 6   | 5  | 2  | +3  | Geplaatst voor de eliteronde. |  | —   | —   | —   | 3–0 |
| 4   | Estland   | 3   | 0 | 0 | 3 | 0   | 2  | 11 | −9  |                               |  | —   | —   | —   | —   |

### Groep 2
De wedstrijden werden gespeeld tussen 19 en 23 oktober 2004 in Bosnië-Herzegovina.
| Pos | Team                  | Wed | W | G | V | Ptn | DV | DT | +/− | Kwalificatie                  |   | FRA | LAT | BIH | BEL |
| --- | --------------------- | --- | - | - | - | --- | -- | -- | --- | ----------------------------- | - | --- | --- | --- | --- |
| 1   | Frankrijk             | 3   | 3 | 0 | 0 | 9   | 5  | 0  | +5  | Geplaatst voor de eliteronde. |   | —   | 1–0 | 2–0 | 2–0 |
| 2   | Letland               | 3   | 0 | 2 | 1 | 2   | 2  | 3  | −1  | Geplaatst voor de eliteronde. |   | —   | —   | 1–1 | 1–1 |
| 3   | Bosnië en Herzegovina | 3   | 0 | 2 | 1 | 2   | 2  | 4  | −2  |                               |   | —   | —   | —   | 1–1 |
| 4   | België                | 3   | 0 | 2 | 1 | 2   | 2  | 4  | −2  |                               | — | —   | —   | —   |     |

### Groep 3
De wedstrijden werden gespeeld tussen 30 september en 4 oktober 2004 in Duitsland.
| Pos | Team      | Wed | W | G | V | Ptn | DV | DT | +/− | Kwalificatie                  |   | GER | IRL | ISL | LTU |
| --- | --------- | --- | - | - | - | --- | -- | -- | --- | ----------------------------- | - | --- | --- | --- | --- |
| 1   | Duitsland | 3   | 2 | 1 | 0 | 7   | 6  | 1  | +5  | Geplaatst voor de eliteronde. |   | —   | 1–1 | 1–0 | 4–0 |
| 2   | Ierland   | 3   | 1 | 2 | 0 | 5   | 7  | 2  | +5  | Geplaatst voor de eliteronde. |   | —   | —   | 1–1 | 5–0 |
| 3   | IJsland   | 3   | 0 | 2 | 1 | 2   | 3  | 4  | −1  |                               |   | —   | —   | —   | 2–2 |
| 4   | Litouwen  | 3   | 0 | 1 | 2 | 1   | 2  | 11 | −9  |                               | — | —   | —   | —   |     |

### Groep 4
De wedstrijden werden gespeeld tussen 26 en 30 oktober 2004 in Cyprus.
| Pos | Team       | Wed | W | G | V | Ptn | DV | DT | +/− | Kwalificatie                  |   | UKR | RUS | CYP | KAZ |
| --- | ---------- | --- | - | - | - | --- | -- | -- | --- | ----------------------------- | - | --- | --- | --- | --- |
| 1   | Oekraïne   | 3   | 2 | 1 | 0 | 7   | 8  | 0  | +8  | Geplaatst voor de eliteronde. |   | —   | 0–0 | 5–0 | 3–0 |
| 2   | Rusland    | 3   | 2 | 1 | 0 | 7   | 5  | 2  | +3  | Geplaatst voor de eliteronde. |   | —   | —   | 1–0 | 4–2 |
| 3   | Cyprus     | 3   | 1 | 0 | 2 | 3   | 2  | 7  | −5  |                               |   | —   | —   | —   | 2–1 |
| 4   | Kazachstan | 3   | 0 | 0 | 3 | 0   | 3  | 9  | −6  |                               | — | —   | —   | —   |     |

### Groep 5
De wedstrijden werden gespeeld tussen 18 en 22 oktober 2004 in Schotland.
| Pos | Team      | Wed | W | G | V | Ptn | DV | DT | +/− | Kwalificatie                  |   | ISR | SCO | NOR | FAR |
| --- | --------- | --- | - | - | - | --- | -- | -- | --- | ----------------------------- | - | --- | --- | --- | --- |
| 1   | Israël    | 3   | 2 | 1 | 0 | 7   | 8  | 5  | +3  | Geplaatst voor de eliteronde. |   | —   | 1–1 | 3–2 | 4–2 |
| 2   | Schotland | 3   | 2 | 1 | 0 | 7   | 4  | 1  | +3  | Geplaatst voor de eliteronde. |   | —   | —   | 1–0 | 2–0 |
| 3   | Noorwegen | 3   | 1 | 0 | 2 | 3   | 5  | 5  | 0   |                               |   | —   | —   | —   | 3–1 |
| 4   | Faeröer   | 3   | 0 | 0 | 3 | 0   | 3  | 9  | −6  |                               | — | —   | —   | —   |     |

### Groep 6
De wedstrijden werden gespeeld tussen 24 en 28 september in Tsjechië.
| Pos | Team       | Wed | W | G | V | Ptn | DV | DT | +/− | Kwalificatie                  |   | CZE | DEN | SWE | SLO |
| --- | ---------- | --- | - | - | - | --- | -- | -- | --- | ----------------------------- | - | --- | --- | --- | --- |
| 1   | Tsjechië   | 3   | 2 | 1 | 0 | 7   | 6  | 1  | +5  | Geplaatst voor de eliteronde. |   | —   | 2–0 | 1–1 | 3–0 |
| 2   | Denemarken | 3   | 1 | 1 | 1 | 4   | 3  | 4  | −1  | Geplaatst voor de eliteronde. |   | —   | —   | 1–0 | 2–2 |
| 3   | Zweden     | 3   | 1 | 1 | 1 | 4   | 3  | 2  | +1  |                               |   | —   | —   | —   | 2–0 |
| 4   | Slovenië   | 3   | 0 | 1 | 2 | 1   | 2  | 7  | −5  |                               | — | —   | —   | —   |     |

### Groep 7
De wedstrijden werden gespeeld tussen 27 september en 1 oktober 2004 in Servië-Montenegro.
| Pos | Team                 | Wed | W | G | V | Ptn | DV | DT | +/− | Kwalificatie                  |   | SCG | CRO | ALB | AND  |
| --- | -------------------- | --- | - | - | - | --- | -- | -- | --- | ----------------------------- | - | --- | --- | --- | ---- |
| 1   | Servië en Montenegro | 3   | 3 | 0 | 0 | 9   | 13 | 2  | +11 | Geplaatst voor de eliteronde. |   | —   | 3–1 | 4–1 | 6–0  |
| 2   | Kroatië              | 3   | 2 | 0 | 1 | 6   | 15 | 5  | +10 | Geplaatst voor de eliteronde. |   | —   | —   | 3–2 | 11–0 |
| 3   | Albanië              | 3   | 1 | 0 | 2 | 3   | 8  | 7  | +1  |                               |   | —   | —   | —   | 5–0  |
| 4   | Andorra              | 3   | 0 | 0 | 3 | 0   | 0  | 22 | −22 |                               | — | —   | —   | —   |      |

### Groep 8
De wedstrijden werden gespeeld tussen 20 en 24 september 2004 in Finland.
| Pos | Team            | Wed | W | G | V | Ptn | DV | DT | +/− | Kwalificatie                  |   | FIN | GRE | GEO | MKD |
| --- | --------------- | --- | - | - | - | --- | -- | -- | --- | ----------------------------- | - | --- | --- | --- | --- |
| 1   | Finland         | 3   | 2 | 0 | 1 | 6   | 5  | 4  | +1  | Geplaatst voor de eliteronde. |   | —   | 1–2 | 1–0 | 3–2 |
| 2   | Griekenland     | 3   | 1 | 2 | 0 | 5   | 3  | 2  | +1  | Geplaatst voor de eliteronde. |   | —   | —   | 0–0 | 1–1 |
| 3   | Georgië         | 3   | 1 | 1 | 1 | 4   | 4  | 2  | +2  |                               |   | —   | —   | —   | 4–1 |
| 4   | Noord-Macedonië | 3   | 0 | 1 | 2 | 1   | 4  | 8  | −4  |                               | — | —   | —   | —   |     |

### Groep 9
De wedstrijden werden gespeeld tussen 19 en 23 oktober 2004 in Nederland.
| Pos | Team      | Wed | W | G | V | Ptn | DV | DT | +/− | Kwalificatie                  |   | TUR | NED | WAL | ARM |
| --- | --------- | --- | - | - | - | --- | -- | -- | --- | ----------------------------- | - | --- | --- | --- | --- |
| 1   | Turkije   | 3   | 1 | 2 | 0 | 5   | 4  | 3  | +1  | Geplaatst voor de eliteronde. |   | —   | 1–1 | 1–1 | 2–1 |
| 2   | Nederland | 3   | 1 | 2 | 0 | 5   | 7  | 2  | +5  | Geplaatst voor de eliteronde. |   | —   | —   | 0–0 | 6–1 |
| 3   | Wales     | 3   | 1 | 2 | 0 | 5   | 3  | 2  | +1  |                               |   | —   | —   | —   | 2–1 |
| 4   | Armenië   | 3   | 0 | 0 | 3 | 0   | 3  | 10 | −7  |                               | — | —   | —   | —   |     |

### Groep 10
De wedstrijden werden gespeeld tussen 25 en 29 oktober 2004 in Noord-Ierland.
| Pos | Team          | Wed | W | G | V | Ptn | DV | DT | +/− | Kwalificatie                  |   | SUI | NIR | SVK | LIE |
| --- | ------------- | --- | - | - | - | --- | -- | -- | --- | ----------------------------- | - | --- | --- | --- | --- |
| 1   | Zwitserland   | 3   | 2 | 1 | 0 | 7   | 12 | 1  | +11 | Geplaatst voor de eliteronde. |   | —   | 1–1 | 2–0 | 9–0 |
| 2   | Noord-Ierland | 3   | 2 | 1 | 0 | 7   | 9  | 1  | +8  | Geplaatst voor de eliteronde. |   | —   | —   | 3–0 | 5–0 |
| 3   | Slowakije     | 3   | 1 | 0 | 2 | 3   | 4  | 5  | −1  |                               |   | —   | —   | —   | 4–0 |
| 4   | Liechtenstein | 3   | 0 | 0 | 3 | 0   | 0  | 18 | −18 |                               | — | —   | —   | —   |     |

### Groep 11
De wedstrijden werden gespeeld tussen 24 en 28 september in Wit-Rusland.
| Pos | Team        | Wed | W | G | V | Ptn | DV | DT | +/− | Kwalificatie                      |   | POR | BLR | MLT | SMR |
| --- | ----------- | --- | - | - | - | --- | -- | -- | --- | --------------------------------- | - | --- | --- | --- | --- |
| 1   | Portugal    | 3   | 3 | 0 | 0 | 9   | 14 | 1  | +13 | Geplaatst voor het hoofdtoernooi. |   | —   | 4–1 | 2–0 | 8–0 |
| 2   | Wit-Rusland | 3   | 2 | 0 | 1 | 6   | 9  | 4  | +5  | Geplaatst voor het hoofdtoernooi. |   | —   | —   | 3–0 | 5–0 |
| 3   | Malta       | 3   | 1 | 0 | 2 | 3   | 1  | 5  | −4  |                                   |   | —   | —   | —   | 1–0 |
| 4   | San Marino  | 3   | 0 | 0 | 3 | 0   | 0  | 14 | −14 |                                   | — | —   | —   | —   |     |

### Groep 12
De wedstrijden werden gespeeld tussen 19 en 23 september in Luxemburg.
| Pos | Team         | Wed | W | G | V | Ptn | DV | DT | +/− | Kwalificatie                  |   | AUT | AZE | LUX | MDA |
| --- | ------------ | --- | - | - | - | --- | -- | -- | --- | ----------------------------- | - | --- | --- | --- | --- |
| 1   | Oostenrijk   | 3   | 2 | 1 | 0 | 7   | 5  | 2  | +3  | Geplaatst voor de eliteronde. |   | —   | 3–2 | 2–0 | 0–0 |
| 2   | Azerbeidzjan | 3   | 2 | 0 | 1 | 6   | 5  | 4  | +1  | Geplaatst voor de eliteronde. |   | —   | —   | 2–1 | 1–0 |
| 3   | Luxemburg    | 3   | 1 | 0 | 2 | 3   | 3  | 4  | −1  |                               |   | —   | —   | —   | 2–0 |
| 4   | Moldavië     | 3   | 0 | 1 | 2 | 1   | 0  | 3  | −3  |                               | — | —   | —   | —   |     |

## Eliteronde

### Groep 1
De wedstrijden werden gespeeld tussen 29 maart en 2 april 2005 in Spanje.
| Pos | Team        | Wed | W | G | V | Ptn | DV | DT | +/− | Kwalificatie                      |   | SUI | ESP | DEN | POL |
| --- | ----------- | --- | - | - | - | --- | -- | -- | --- | --------------------------------- | - | --- | --- | --- | --- |
| 1   | Zwitserland | 3   | 2 | 1 | 0 | 7   | 6  | 3  | +3  | Geplaatst voor het hoofdtoernooi. |   | —   | 1–1 | 2–1 | 3–1 |
| 2   | Spanje      | 3   | 2 | 1 | 0 | 7   | 3  | 1  | +2  |                                   |   | —   | —   | 1–0 | 1–0 |
| 3   | Denemarken  | 3   | 0 | 1 | 2 | 1   | 2  | 4  | −2  |                                   | — | —   | —   | 1–1 |     |
| 4   | Polen       | 3   | 0 | 1 | 2 | 1   | 2  | 5  | −3  |                                   | — | —   | —   | —   |     |

### Groep 2
De wedstrijden werden gespeeld tussen 26 en 30 maart 2005 in Engeland.
| Pos | Team                 | Wed | W | G | V | Ptn | DV | DT | +/− | Kwalificatie                      |   | ENG | SCG | IRL | NIR |
| --- | -------------------- | --- | - | - | - | --- | -- | -- | --- | --------------------------------- | - | --- | --- | --- | --- |
| 1   | Engeland             | 3   | 3 | 0 | 0 | 9   | 9  | 3  | +6  | Geplaatst voor het hoofdtoernooi. |   | —   | 3–1 | 3–2 | 3–0 |
| 2   | Servië en Montenegro | 3   | 2 | 0 | 1 | 6   | 9  | 5  | +4  |                                   |   | —   | —   | 2–1 | 6–1 |
| 3   | Ierland              | 3   | 1 | 0 | 2 | 3   | 5  | 6  | −1  |                                   | — | —   | —   | 2–1 |     |
| 4   | Noord-Ierland        | 3   | 0 | 0 | 3 | 0   | 2  | 11 | −9  |                                   | — | —   | —   | —   |     |

### Groep 3
De wedstrijden werden gespeeld tussen 15 en 19 maart 2005 in Kroatië.
| Pos | Team      | Wed | W | G | V | Ptn | DV | DT | +/− | Kwalificatie                      |   | CRO | UKR | POR | HUN |
| --- | --------- | --- | - | - | - | --- | -- | -- | --- | --------------------------------- | - | --- | --- | --- | --- |
| 1   | Kroatië   | 3   | 2 | 1 | 0 | 7   | 5  | 3  | +2  | Geplaatst voor het hoofdtoernooi. |   | —   | 1–1 | 2–1 | 2–1 |
| 2   | Oekraïne  | 3   | 1 | 2 | 0 | 5   | 4  | 1  | +3  |                                   |   | —   | —   | 3–0 | 0–0 |
| 3   | Portugal  | 3   | 1 | 0 | 2 | 3   | 3  | 5  | −2  |                                   | — | —   | —   | 2–0 |     |
| 4   | Hongarije | 3   | 0 | 1 | 2 | 1   | 1  | 4  | −3  |                                   | — | —   | —   | —   |     |

### Groep 4
De wedstrijden werden gespeeld tussen 27 en 31 maart 2005 in Bulgarije.
| Pos | Team        | Wed | W | G | V | Ptn | DV | DT | +/− | Kwalificatie                      |   | BLR | RUS | BUL | FIN |
| --- | ----------- | --- | - | - | - | --- | -- | -- | --- | --------------------------------- | - | --- | --- | --- | --- |
| 1   | Wit-Rusland | 3   | 2 | 0 | 1 | 6   | 5  | 2  | +3  | Geplaatst voor het hoofdtoernooi. |   | —   | 2–0 | 3–1 | 0–1 |
| 2   | Rusland     | 3   | 2 | 0 | 1 | 6   | 5  | 4  | +1  |                                   |   | —   | —   | 1–0 | 4–2 |
| 3   | Bulgarije   | 3   | 1 | 0 | 2 | 3   | 3  | 4  | −1  |                                   | — | —   | —   | 2–0 |     |
| 4   | Finland     | 3   | 1 | 0 | 2 | 3   | 3  | 6  | −3  |                                   | — | —   | —   | —   |     |

### Groep 5
De wedstrijden werden gespeeld tussen 26 en 30 maart 2005 in Oostenrijk.
| Pos | Team        | Wed | W | G | V | Ptn | DV | DT | +/− | Kwalificatie                      |   | ISR | GRE | ROU | AUT |
| --- | ----------- | --- | - | - | - | --- | -- | -- | --- | --------------------------------- | - | --- | --- | --- | --- |
| 1   | Israël      | 3   | 2 | 1 | 0 | 7   | 3  | 1  | +2  | Geplaatst voor het hoofdtoernooi. |   | —   | 1–0 | 1–1 | 1–0 |
| 2   | Griekenland | 3   | 2 | 0 | 1 | 6   | 3  | 2  | +1  |                                   |   | —   | —   | 1–0 | 2–1 |
| 3   | Roemenië    | 3   | 1 | 1 | 1 | 4   | 2  | 2  | 0   |                                   | — | —   | —   | 1–0 |     |
| 4   | Oostenrijk  | 3   | 0 | 0 | 3 | 0   | 1  | 4  | −3  |                                   | — | —   | —   | —   |     |

### Groep 6
De wedstrijden werden gespeeld tussen 15 en 19 maart 2005 in Turkije.
| Pos | Team         | Wed | W | G | V | Ptn | DV | DT | +/− | Kwalificatie                      |   | TUR | SCO | AZE | FRA |
| --- | ------------ | --- | - | - | - | --- | -- | -- | --- | --------------------------------- | - | --- | --- | --- | --- |
| 1   | Turkije      | 3   | 3 | 0 | 0 | 9   | 6  | 1  | +5  | Geplaatst voor het hoofdtoernooi. |   | —   | 2–1 | 3–0 | 1–0 |
| 2   | Schotland    | 3   | 1 | 0 | 2 | 3   | 4  | 3  | +1  |                                   |   | —   | —   | 3–0 | 0–1 |
| 3   | Azerbeidzjan | 3   | 1 | 0 | 2 | 3   | 2  | 6  | −4  |                                   | — | —   | —   | 2–0 |     |
| 4   | Frankrijk    | 3   | 1 | 0 | 2 | 3   | 1  | 3  | −2  |                                   | — | —   | —   | —   |     |

### Groep 7
De wedstrijden werden gespeeld tussen 26 en 30 maart 2005 in Duitsland.
| Pos | Team      | Wed | W | G | V | Ptn | DV | DT | +/− | Kwalificatie                      |   | NED | GER | CZE | LAT |
| --- | --------- | --- | - | - | - | --- | -- | -- | --- | --------------------------------- | - | --- | --- | --- | --- |
| 1   | Nederland | 3   | 2 | 0 | 1 | 6   | 8  | 4  | +4  | Geplaatst voor het hoofdtoernooi. |   | —   | 3–2 | 1–2 | 4–0 |
| 2   | Duitsland | 3   | 2 | 0 | 1 | 6   | 8  | 4  | +4  |                                   |   | —   | —   | 2–1 | 4–0 |
| 3   | Tsjechië  | 3   | 2 | 0 | 1 | 6   | 5  | 3  | +2  |                                   | — | —   | —   | 2–0 |     |
| 4   | Letland   | 3   | 0 | 0 | 3 | 0   | 0  | 10 | −10 |                                   | — | —   | —   | —   |     |

Jeugd-EK's: onder 21 · onder 19       Jeugd-WK's: onder 20 · onder 17